# غریبه‌ها: شکار در شب
غریبه‌ها: شکار در شب (انگلیسی: The Strangers: Prey at Night) یک فیلم آمریکایی در سبک اسلشر به کارگردانی یوهانس رابرتس است که در سال ۲۰۱۸ منتشر شد. فیلم بر اساس یک داستان واقعی به یک ماجرای هولناک که توسط یک گروه ناشناس در شهرکی کاتنیر نشین رخ داده، می‌پردازد.
برایان برتینو نویسنده فیلم ادعا کرده‌است که این فیلم را بر اساس تجربه ای در دوران کودکی اش ساخته‌است و می‌گوید: زمانی که کودک بودم با خواهرم در خانه تنها بودیم و پدر و مادرم بیرون بودند. ناگهان درب خانه به صدا در می‌آید. آن‌ها به دنبال شخصی بودند که در این خانه زندگی نمی‌کرد. بعد از مدت کوتاهی متوجه شدیم که آن‌ها درب خانه‌ها را می‌زنند اگر کسی جواب ندهد درب را می‌شکنند و وارد خانه می‌شوند.

## داستان
سه روانی به سراغ خانواده‌ای می‌روند که قصد دارند شبی را در یک محل پارک خودروهای کاروان سوت و کور بگذرانند و تک تک محدودیت‌هایشان را آزمایش می‌کنند.